# Níquel Raney

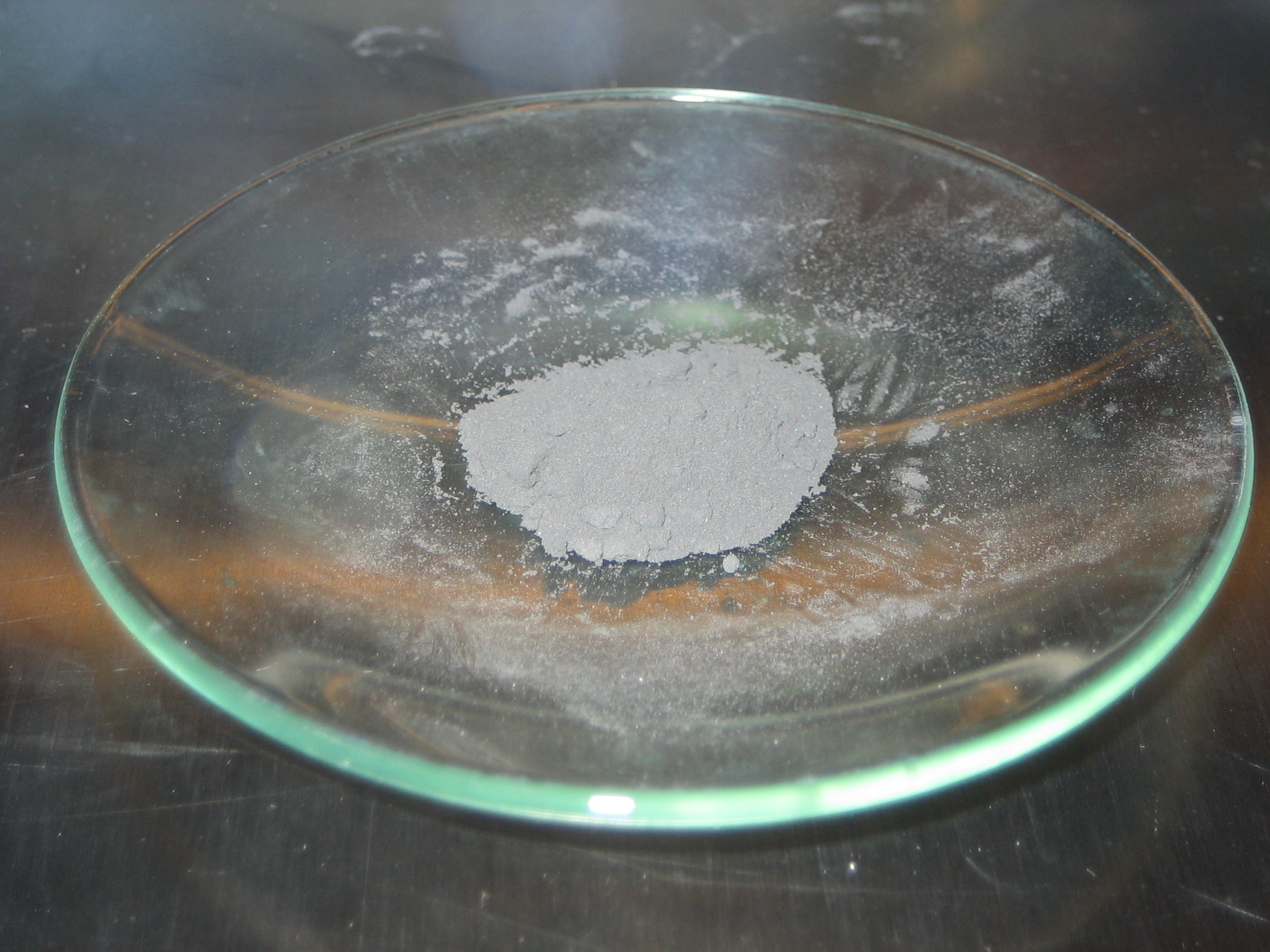
Níquel Raney ativado anidro.

O níquel Raney, níquel de Raney, e por alguns autores liga de Raney, é um catalisador sólido composto por grãos muito finos de uma liga de níquel-alumínio. É usado em muitos processos industriais. Foi desenvolvido em 1926 pelo engenheiro estadunidense Murray Raney, como catalisador alternativo para a hidrogenação industrial de alguns óleos vegetais. Em tempos recentes se tem usado muito como catalisador heterogêneo em uma grande variedade de sínteses orgânicas, geralmente hidrogenações.
Níquel Raney é produzido quando um bloco de liga de níquel-alumínio é tratada com hidróxido de sódio concentrado. Este tratamento, chamado "ativação", dissolve muito do alumínio, removendo-o da liga. Os poros deixados na estrutura tem uma grande área de superfície, a qual dá uma alta atividade catalítica. Um catalisador típico é aproximadamente 85 porcento de níquel em massa, correspondendo a aproximadamente dois átomos de níquel para cada átomo de alumínio. O alumínio que resta ajuda a preservar a estrutura de poros da catálise excessiva.
Dado que Raney é uma marca registrada de W. R. Grace e Company, somente aqueles produtos de sua divisão 'Grace Davison são propriamente chamados "níquel Raney". Alternativamente, os termos mais  genéricos "catalisador esquelético" ou "catalisador de metal em esponja" devem ser usados para se referir a catalisadores que tenham propriedades físicas e químicas similares àquelas do níquel Raney.

## Preparação

### Preparação da liga
Ligas são preparada comercialmente por fundir-se o metal ativo (níquel neste caso, mas catalisadores de ferro e cobre "tipo Raney" podem ser preparados também assim) e alumínio em um cadinho  e temperando o fundido resultante, o qual é então moído em um pó fino. Este pó pode ser selecionado para uma escala específica do tamanho de partícula dependendo da aplicação para qual o catalisador pode ser requerido.
A composição da liga inicial é importante porque o processo de têmpera produz um número diferente de fases Ni/Al que têm diferentes propriedades de lixiviação. Isto pode resultar em marcantes diferenças nas porosidades no produto final. A mais comum liga inicial usada na indústria contém uma igual quantidade por peso de níquel e alumínio, incidentalmente, a mesma taxa que Murray Raney usou em sua descoberta do níquel de Raney.
Durante o procedimento de têmpera, pequenas quantidades de um terceiro metal, tal como zinco ou cromo, podem ser adicionados. isto é feito para melhorar a atividade catalítica, e como tal este terceiro metal é chamado um "promotor". Note que a adição de um promotor mua a liga e seu resultante diagrama de fase que passa a ser de uma liga ternária, conduzindo a diferentes têmperas e lixiviações durante o processo de ativação.
Outra aplicação bem comum do Raney Ni é na dessulforização de uma vasta gama de compostos, tais como tioacetais, tióis, sulfetos, dissulfetos, sulfoxidos e heterociclos contendo enxofre.

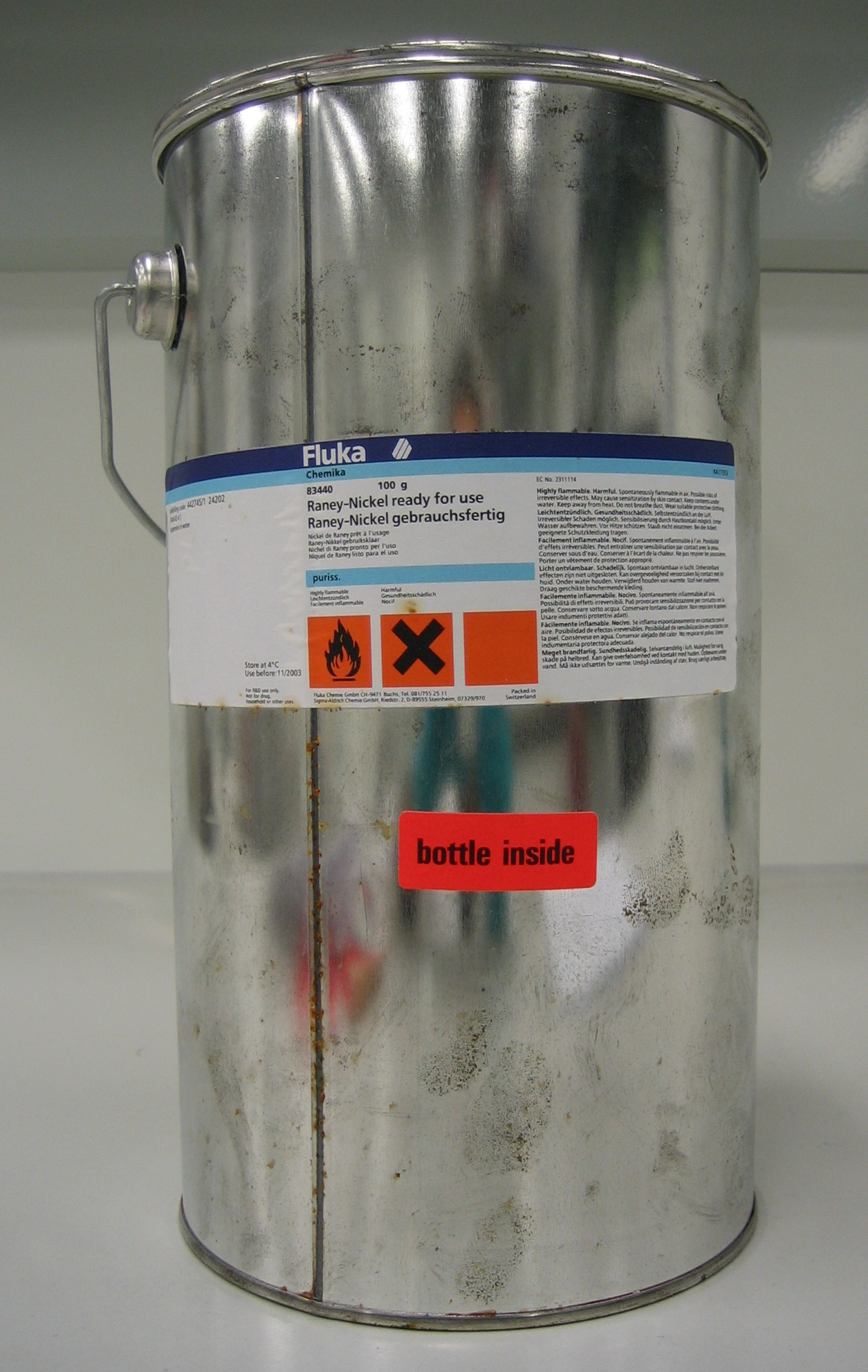
Níquel Raney é pirofórico e deve ser manuseado com cuidado. Esta embalagem é carregada com vermiculita para proteger a garrafa selada dentro.